# Memecylon conocarpum
Memecylon conocarpum är en tvåhjärtbladig växtart som beskrevs av Carl Karl Adolf Georg Lauterbach och Karl Moritz Schumann. Memecylon conocarpum ingår i släktet Memecylon och familjen Melastomataceae. Inga underarter finns listade i Catalogue of Life.